# Gelliodes tenuirhabdus
Gelliodes tenuirhabdus är en svampdjursart som beskrevs av Gustavo Pulitzer-Finali 1982. Gelliodes tenuirhabdus ingår i släktet Gelliodes och familjen Niphatidae. Inga underarter finns listade i Catalogue of Life.